# Гривка (Болгария)
Гривка (болг. Гривка) — село в Болгарии. Находится в Кырджалийской области, входит в общину Крумовград. Население составляет 81 человек.

## Политическая ситуация
В местном кметстве Гривка, в состав которого входит Гривка, должность кмета (старосты) исполняет Юмер Мустафа Карахасан (Движение за права и свободы (ДПС)) по результатам выборов.
Кмет (мэр) общины Крумовград — Себихан Керим Мехмед (Движение за права и свободы (ДПС)) по результатам выборов.